# Ryuko (манга)
 (јап. 龍子, транскрип. Рјуко) је манга коју је написао и илустровао Елдо Јошимизу. Иако јапанска, манга је првобидно лиценцирана у Француској 2016. године. Јошимизу ју је претходно самостално објављивао од 2011. године.
Издавачка кућа Локомотива преводи Рјуко на српски језик од 2023. године.

## Синопсис
Рјуко је члан утицајне јакуза банде. Провела је пар година на Блиском истоку, помагајући краљевској породици након што је на владара извршен атентат. Враћа се у Јапан када сазна да је њена мајка, за коју је мислила да је убијена, у ствари отета. На путу ка истини стоје јој друге банде, како локалне, тако и кинеске и руске. 

## Развој
Оригинално вајар, Рјуко је Јошимизуова прва манга. Како наводи, окренуо се стриповима јер је желео да шира јавност добије приступ његовим идејама и цртежу. Причу, поготово акционе сцене, инспирисао је инцидент у коме је јакуза напала њега и његовог пријатеља. Као друге инспирације наводи хероину из серије јапанских филмова Hibotan Bakuto, и мангу Devilman.

## Издаваштво
Јошимизу је мангу од 2011. године самостално објављивао, па је продавао преко јапанаског ланца „Мандараке” која се бави продајом половних књига. Прво званично издање објавила је француска издавачка кућа Le Lézard noi 2016. године. Манга се тек од 2023. године званично објављује у Јапану под окриљем издавачка куће Leed Publishing.  Јошимизу је најавио да ради на трећем тому.
У Србији, издавачка кућа Локомотива је 22. априла 2023. године најавила да ће радити на преводу манге. Оба тома преведена су исте године.

### Списак томова
За првобитни датум изласка користи се француско издање.
| - Поглавље 1: „Отац и ћерка” - Поглавље 2: „Пешчана олуја” - Поглавље 3: „Морски сјај” - Поглавље 4: „Старе ране” - Поглавље 5: „Непријатељство” - Поглавље 6: „Трострука претња” |

| - Поглавље 7: „Други отац и ћерка” - Поглавље 8: „Судба и богатство” - Поглавље 9: „Крвопролиће” - Поглавље 10: „Часна реч” - Поглавље 11: „Све су појаве празне и лишене сопства” |

## Спољашњи извори
- Одељак о манги на Јошимизуовом сајту Архивирано на веб-сајту  (22. април 2023)
- Одељак о манги на сајту продавнице Мандараке